# 埃尔肯罗特
埃尔肯罗特是德国莱茵兰-普法尔茨州的一个市镇。总面积8.15平方公里，总人口1860人，其中男性932人，女性928人（2011年12月31日），人口密度228人/平方公里。